# Responsabilité extracontractuelle en droit civil français
La responsabilité extracontractuelle, subdivisée en deux parties : quasi-délictuelle et délictuelle, est, avec la responsabilité contractuelle, une des deux parties de la responsabilité civile. Elle est essentiellement régie par les articles 1240 à 1245-17 du Code civil. Chacun de ces articles précise dans quel cadre la responsabilité civile peut être mise en cause. Par exemple, dans le cadre de l'article 1240, il est indiqué que chaque personne qui est à l'origine d'un préjudice causé à quelqu'un se doit de réparer ce dernier. La notion de faute, sous-jacent historique de la responsabilité extracontractuelle, tend progressivement à laisser la place à des régimes de responsabilité sans faute (responsabilité des parents du fait de leur enfant, responsabilité du fait des choses, régime des accidents de la circulation depuis la Loi Badinter du 5 juillet 1985, responsabilité du fait des animaux, des produits défectueux).

## Origine du terme
Le terme de responsabilité est de facture récente. Il est constitué à partir d'un adverbe de tradition juridique, spondeo, qui servait en Droit romain à formuler la sponsio, acte par lequel quelqu'un s'obligeait spontanément à répondre sur ses biens propres, voire sur sa personne, de la prestation promise à un tiers. Le responsor désignant ainsi celui qui se tient garant en qualité de caution. L'acception romaine de la responsabilité comportait donc une idée de garantie. De fait, les termes de responsable et de garant sont parfois employés l'un pour l'autre.
La Loi des Douze Tables (450-449 av JC) mentionne plusieurs exemples de faits générateurs susceptibles d'engager la responsabilité civile de son auteur: fracturer un os, exercer des violences légères, couper ou incendier l'arbre d'autrui. Près de dix siècles plus tard, l'inspiration est comparable, même si les Institutes de Justinien (533) ont allongé la liste des délits en intégrant les délits admis par le préteur, comme le dol, et en donnant place à la notion de quasi ex delicto afin de permettre de prendre en compte des faits dommageables qui ne figuraient pas dans les textes antérieurs.
À l'époque franque des lois dites "Barbares", il sera fait retour à une pénalité collective, et non plus individuelle. L'inspiration de la réparation est d'ailleurs tout autre qu'en droit romain : elle est conçue comme le prix à payer en renonciation à la vengeance. Il en va ainsi d'un meurtre. De deux choses l'une : soit le prix est payé, soit la vengeance est exercée. À la fin du Ve siècle, la loi "Salique" prévoit des tarifs de composition (les Wergeld - littéralement prix de l'homme) pour chaque délit : ce prix de la vengeance est une compensation au préjudice subi.
L'Ancien droit français constitue un tournant décisif : le roi, source de toute justice, s'arroge progressivement, quoique avec la plus grande fermeté, le monopole de l'action pénale. Dès le début du XIIIe siècle, la répression juridique contre les auteurs des délits est confisquée par l'État naissant. Les procureurs agissant en son nom suivront de peu, de même que l'organisation du ministère public. Ce mouvement par lequel le pouvoir accapare la maîtrise de la sanction pénale conduit à rejeter la question de la réparation des dommages comme un problème relevant des rapports entre personnes privées. Deux aspects de la "réparation" seront désormais dissociés. D'un côté la sanction de l'auteur des délits, de l'autre la réparation des dommages subis par les victimes. Plus encore, la ligne de frontière entre responsabilité pénale et civile se dessine sur la ligne de fracture entre punir et réparer.
La notion de responsabilité civile en résulte. Elle intervient moins comme émergence d'une autonomie, que comme nécessité de repenser les catégories juridiques à même de bâtir un système cohérent et complémentaire au droit pénal. Jean Domat jouera un rôle important dans ce défi pour concevoir les fondements d'une réparation civile détachée de la sanction pénale. La tradition du droit romain et les préceptes de la morale chrétienne seront unifiés pour définir une " faute civile" et formuler un principe général de la responsabilité dont les auteurs du Code civil s'inspireront. L'article 1382 du Code civil français reprendra ces éléments.
L'expression responsabilité civile ne se trouve d'ailleurs pas dans le Code civil, ni dans sa version originelle de 1804 ni dans ses itérations ultérieures. Il y est en effet seulement question de délits et de quasi-délits, à différencier des délits stricto sensu qui sont des comportements pénalement répréhensibles. Si les juristes se sont accoutumés à distinguer entre responsabilité délictuelle et responsabilité contractuelle, le Code n'utilise pas non plus ces expressions.

## Principe
La responsabilité extracontractuelle en français « a vécu essentiellement sur la lancée de son histoire et sur son propre fond ».
Le droit français part du principe selon lequel tout dommage ouvre droit à réparation, n'écartant a priori ni la souffrance morale, ni la chance perdue. Cela ne veut pas dire que tout dommage soit réparé. La jurisprudence s'est en effet forgée un important outillage afin de limiter le droit à réparation, comme l'exigence d'un dommage « certain » et « direct », de l'atteinte à un « intérêt légitime » ou encore d'une chance « réelle et sérieuse ». Il reste que le juge ne reconnaît pas les limites systématiques qu'il pose grâce à ces outils, alors que de telles limites semblent bien exister, préférant cacher sa pensée derrière le paravent de l'appréciation au cas par cas.
Le principe historique qui régit cette responsabilité extracontractuelle est celui de la faute. Dans cette idée est responsable d'un dommage celui par la faute duquel il est arrivé. À partir de la révolution industrielle, avec notamment le développement du machinisme, émerge progressivement un régime prétorien de responsabilité sans faute,. C'est pourquoi de nombreux auteurs préfèrent le qualificatif d'« extracontractuel » à celui de « délictuel » même si les deux termes sont souvent tenus pour synonymes.
Pour mettre en œuvre la responsabilité extracontractuelle, il faut un dommage (le préjudice peut être matériel, physique ou moral. Le dommage doit être quantifiable. Les juges refuseront d'indemniser un préjudice dont le montant n'est pas chiffré), un fait générateur de responsabilité (ou une faute, c’est-à-dire un non-respect de la loi ou bien un comportement que n'aurait pas eu une personne normalement prudente et diligente placée dans les mêmes circonstances) et un lien de causalité (la faute doit être la cause, même non exclusive, du dommage).
La réunion de ces trois éléments (faute, dommage, lien) crée dans le chef de celui qui a commis la faute l'obligation d'indemniser. L'indemnisation sera strictement proportionnelle à la valeur des préjudices subis par la victime, les dommages et intérêts punitifs étant en principe exclus en droit français,.
S'il y a un doute sur la nature de l'action que la victime doit engager entre la responsabilité contractuelle et la responsabilité délictuelle, il existe un principe prétorien de «non-option», parfois également désigné sous le terme de principe de «non-cumul», qui pose l'application de la responsabilité extracontractuelle,, à moins qu'il n'existe un contrat valable entre la victime et le responsable au moment du fait dommageable et que le dommage ne résulte de l'exécution ou de l'inexécution du contrat. En conséquence, selon une jurisprudence constante, « le créancier d'une obligation contractuelle ne peut se prévaloir contre le débiteur de cette obligation, quand bien même il y aurait intérêt, des règles de la responsabilité délictuelle. »
Les dommages causés avant la conclusion d'un contrat entre le responsable et la victime relèvent donc de la responsabilité extracontractuelle puisqu'aucun contrat n'existait à cette époque entre la victime et le responsable. Si le contrat est rétroactivement annulé, les obligations contractuelles qu'il a fait naître disparaissent de façon rétroactive et leur inexécution disparaît ipso facto avec elles. Il n'est alors plus possible d'agir sur le fondement de la responsabilité contractuelle, mais au contraire il est possible de le faire sur le fondement de la responsabilité extracontractuelle si les conditions en sont réunies.

## Le dommage et le préjudice
Le terme de « dommage », entré dans la langue française au cours du XIe siècle, dérive du latin damnum puis de l'ancien français dam où il évoque alors le châtiment des damnés privés de la présence divine. Son sens a évolué au cours du temps pour désigner aujourd'hui, dans son acception courante, le « préjudice porté à quelqu'un, le dommage causé à une chose » . Le terme est présent, dans le langage juridique, au sein du droit de la responsabilité dont il constitue une condition fondamentale de mise en œuvre. Ainsi, les articles 1382 et suivants mentionnent tous l'existence d'un dommage comme condition essentielle de la condamnation.
Cette notion, «oméga du droit de la responsabilité civile », qui «évite bien des altermoiements et des hésitations par lesquelles l'ordre moral paralyse ou perturbe le droit à indemnisation», tend à former pour la jurisprudence et la très grande majorité de la doctrine un synonyme avec le terme de préjudice. Certains auteurs proposent néanmoins une distinction entre ces deux notions,,,,tandis que d'autres s'y opposent. Le dommage serait ainsi défini comme l'atteinte portée à la victime et le préjudice par les conséquences juridiques de cette atteinte. Cette approche se veut fidèle au Droit romain où, dans la lex aquilia, lorsqu'un damnum injuria datum était commis, seule pouvait être réparée la perte de la chose détruite (damnum) « d'après la plus haute valeur de la chose dans l'année précédant le délit ». Ses partisans y voient l'idée que le droit romain, qui a défini plus tard sous le Haut-Empire la notion de préjudice, l'a fait par opposition à celle de dommage.
La jurisprudence a d'abord défini le dommage comme la lésion d'un droit, et d'un droit « légitime, juridiquement protégé, muni d'action ». Cette conception excluait l'indemnisation de concubins pour un dommage subi par l'autre concubin, du fait de l'« absence de lésion d'un intérêt légitime juridiquement protégé » . Critiquée comme rompant avec l'idée des rédacteurs du Code, elle a été abandonnée,, au regret d'une partie de la doctrine, pour la lésion d'un intérêt et non plus d'un droit légitime et protégé. À la lumière de cette jurisprudence, le dommage est donc le plus souvent défini par l'atteinte ou la lésion d'un intérêt, patrimonial ou extra-patrimonial, d'une personne, physique ou morale, que l'on appelle victime. Il s'impose comme une notion de pur fait, toute atteinte étant susceptible d'ouvrir droit à réparation.
Il existe quatre types de dommage : le dommage corporel, le dommage matériel, le dommage moral et le dommage écologique.
Pour engager la responsabilité de quelqu'un, il faut tout d'abord avoir subi un dommage. Ce dommage doit aujourd'hui présenter 3 caractères :
- il doit être certain ou actuel ;
- il doit être direct ;
- il doit être personnel ;
- il devait pour une jurisprudence classique consister en une atteinte à un intérêt légitime juridiquement protégé mais la Cour de cassation y a renoncé[2].

Les tribunaux ont longtemps refusé de voir dans la naissance d'un enfant un préjudice au sens juridique du terme, avant d'abandonner ce refus dans l'ordre judiciaire par l'arrêt Perruche. En ce qui concerne la victime décédée, le pretium moris, prix de la mort ou encore perte d'une chance de vie, n'est pas un préjudice réparable en Droit français. Une victime qui décède sur le coup n'a donc absolument aucun préjudice. A contrario, le pretium doloris est reconnu en droit français, de même que l'angoisse de mort imminente,, et cette créance se transmet aux héritiers. En ce qui concerne les préjudices de la victime plongée dans un état inconscient, la chambre criminelle de la Cour de cassation les a admis, suivie par la deuxième chambre civile, puis en a rertiré les préjdices d'angoisse et de souffrances endurées.

## Le fait générateur de responsabilité
Le fait générateur de responsabilité est, avec le dommage et le lien de causalité, un des trois éléments nécessaires pour mettre en œuvre la responsabilité délictuelle ou contractuelle d'un individu. C'est le fait matériel qui va causer le dommage. Il doit entretenir un lien avec le préjudice. C'est là une « constante » au sens du doyen Jean Carbonnier du droit de la responsabilité civile 
Il existe plusieurs types de fait générateur de responsabilité :
- La responsabilité du fait personnel
- La responsabilité du fait d'autrui
- La responsabilité des commettants du fait de leurs préposés. La recherche de ce fondement, par sa complexité et son caractère changeant, constitue une entreprise relativement désespérante, au point que certains auteurs ont pu affirmer que « la recherche de ce fondement est, certainement, l'une des plus décevantes qui soient » [39]. Plusieurs théories se sont succédé, faute, risque-profit, risque autorité, représentation, théorie de la garantie et aujourd'hui la maîtrise de l'activité, qui semble elle aussi devoir être reformulée à la lumière de la jurisprudence Costedoat[40].
- La responsabilité du fait des choses
- La responsabilité du fait des produits défectueux
- La responsabilité du fait des animaux
- L'implication au sens de la Loi tendant à l'amélioration de la situation des victimes d'accidents de la circulation et à l'accélération des procédures d'indemnisation

## Le lien de causalité
Il n'y a de responsabilité que si le dommage causé résulte de l'action du défendeur, par une relation de cause à effet, que l'on appelle le lien de causalité. Or il faut bien rompre la chaîne de la causalité à un chaînon, sinon elle serait aveugle : « Ananké sthenai », relevait déjà Aristote (« il est nécessaire de s'arrêter) . Deux théories majeures ont été élaborées outre-Rhin. Elles ont surtout retenu l'attention en France, alors que ni l'une ni l'autre ne sont appliquées telles quelles en Allemagne. Plusieurs autres ont été conçues à leur suite, entre lesquelles il s'agira simplement de prendre parti et de choisir.
- la théorie de l'équivalence des conditions, Bedingungstheorie, de Maximilian Von Buri[43] inspirée de la théorie de la chaîne des effets empiriques in infinitum d'Emmanuel Kant:  Extensive, elle consiste à placer sur un pied d'égalité l'ensemble des facteurs ayant concouru à la survenance du dommage. En élargissant le champ des personnes susceptibles de répondre d'un dommage, elle autorise ainsi les victimes à « ratisser large », selon l'expression de Mme Lambert-Faivre[44]. Cette théorie, relativement simple, découle du déterminisme : il y a une équivalence entre la cause pleine et l'effet entier, comme l'énonçait Gottfried Wilhelm Leibniz sous le nom de « principe de la raison suffisante ». Chacun des éléments, en l'absence duquel le dommage ne serait pas survenu, est la cause du dommage. À rebours, les conditions indifférentes à la production du dommage sont éliminées. La cause est donc toute condition sine qua non : la cause enlevée, la conséquence disparaît (Sublata causa, tollitur effectus)[40]. Un certain nombre d'arrêts sont directement inspirés par cette théorie, comme en témoignent les formules qu'ils comportent. Le plus caractéristique est un arrêt de la Cour de cassation, faisant pour la première fois une référence explicite à la théorie sous l'appellation de « l'équivalence des causes » [45]. Utilisant ce critère objectif et rationnel, l'équivalence des conditions présente l'avantage de maintenir une certaine égalité entre les victimes[46]. Elle est donc moins arbitraire que la théorie de la causalité adéquate. De plus, elle présente l'avantage de bannir « du champ causal presque tous les comportements volontaires de la victime ou d'un tiers »[47].
- la théorie de la causalité adéquate de Johannes Von Kries[48] et Max Rümelin, perfectionnée par Ernst Träger: Restrictive, consacrée par le Bürgerliches Gesetzbuch, soucieuse de protéger des valeurs et principes supérieurs plutôt que les intérêts individuels, dans la lignée des travaux de Rudolf von Jhering et Philippe Haeck[49], elle ne retient comme facteurs que ceux dont on peut raisonnablement estimer qu'il était de nature à produire le dommage[50]. Elle distingue ainsi entre la cause (causa causans) et seulement l'occasion (occasio causans). Une hiérarchie des facteurs du dommage doit ainsi être établie, « d'après l'augmentation de la probabilité de résultat qu'ils généraient »[51]. L'antécédent à retenir est celui qui a augmenté les probabilités du résultat constaté, de sorte que, plutôt que de causalité adéquate, il conviendrait de parler de causalité probabiliste[51]. Et ce n'est pas tout. Dans chaque espèce, il faut rechercher si la causalité a été adéquate ou probabiliste[51].L'examen s'opère a posteriori, post factum, par ce que les historiens contemporains nomment la rétroaction pour établir un « pronostic objectif rétrospectif » au sens de Rümelin, retenu par la jurisprudence suisse[40]. Paradoxale[52], elle peut sembler spécieuse[53]. Pourtant, une partie de la doctrine lui est aujourd'hui assez favorable, séduite par son aspect scientifique[54], et rebutée par la simplicité de l'équivalence des conditions[40].
- la théorie de la causalité efficiente : Seuls entrent en compte les évènements ayant eu un rôle prépondérant dans la survenance du dommage. Elle s'attache à déterminer quelle a été la cause la plus déterminante dans la production du dommage, et à la retenir comme la cause juridique, évinçant les autres causes. Elle est essentiellement restée dans l'ombre de la causalité adéquate et de l'équivalence des conditions.
- La causa proxima. Illustrée par Francis Bacon (philosophe)In jure non remota causa, sed proxima spectatur (« Ne serait juridiquement causal que l'événement le plus proche du dommage, le dernier en date »): Ne retenant que le dernier évènement survenu qui a entrainé le dommage, elle est perçue comme injuste et fruste et n'a jamais connu le succès en Droit français.
- La théorie de « l'empreinte continue du mal » du Professeur Noël Dejean de la Bâtie[55]. Un fait défectueux, fait défectueux de l'homme qu'on appelle la faute ou fait défectueux d'une chose, n'est retenu comme cause d'un dommage que si deux conditions cumulatives sont réunies. D'une part, le fait défectueux doit avoir joué un rôle dans la survenance du dommage en ce sens « qu'en son absence celui-ci n'aurait pas eu lieu ». D'autre part, ce fait doit expliquer « par sa défectuosité même » le préjudice[56]

Une autre manière d'articuler les deux théories, en cas de pluralité de coauteurs (de coaction), est de retenir l'équivalence des conditions au stade de la poursuite exercée par la victime, car son indemnisation en est facilitée, et d'en revenir à une causalité plus adéquate pour régler la contribution respective des différents coauteurs. Certaines solutions du droit positif semblent illustrer cette répartition .
Quelle que soit la méthode retenue, la jurisprudence exige que le lien de causalité soit expressément constaté, car « il ne suffit pas à la partie lésée d’établir la faute du défendeur et le préjudice : il lui faut encore prouver l’existence du lien direct de cause à effet entre cette faute et le préjudice » . Il est par conséquent tout aussi erroné de déduire l’existence d’un lien de causalité de la preuve d’un fait générateur, que de déduire l’existence dudit fait générateur de la réalisation du préjudice, comme avec la théorie dite de la « faute virtuelle ». Une faute peut ainsi figurer parmi les antécédents du dommage sans être causale, notamment parce qu’il y a eu rupture du lien de causalité par quelque événement. Mais, réciproquement, lorsqu’une cour d’appel considère que le lien de causalité entre le dommage et les fautes alléguées n’est pas établi, elle n’est pas tenue de rechercher si ces fautes ont réellement été commises.

## Distinction entre responsabilités délictuelles et quasi-délictuelles
« Article 1240: Tout fait quelconque de l'homme, qui cause à autrui un dommage, oblige celui par la faute duquel il est arrivé à le réparer »

— L'article 1240 nouveau du Code civil, tel que modifié par l'article 2 de l'ordonnance n°2016-131 du 10 février 2016 entrée en vigueur le 1er octobre 2016, reprend à l'identique l'article 1382 ancien

« Chacun est responsable du dommage qu'il a causé, non seulement par son fait, mais encore par sa négligence ou son imprudence »

— L'article 1241 du Code civil, tel que modifié par l'article 2 de l'ordonnance n°2016-131 du 10 février 2016 entrée en vigueur le 1er octobre 2016, reprend à l'identique l'article 1383 ancien
Contrairement à certains droits qui retiennent une liste limitative de comportements de nature à engager la responsabilité de leur auteur, le droit français retient une responsabilité générale pour faute à travers l’article 1240. La loi et la jurisprudence ne contiennent ni liste de comportements fautifs ni définition précise de la faute. Si le Code Civil de 1804 distingue formellement la faute volontaire, délictuelle stricto sensu (article 1240), de la faute d'imprudence, quasi-délictuelle (article 1241), les fautes volontaires et d'imprudence partagent le même régime en matière extracontractuelle. Les auteurs du Code civil souhaitaient en effet promouvoir une conception unitaire de la faute en rompant avec les distinctions héritées du droit romain. A contrario, en matière contractuelle, le caractère dolosif ou lourd de la faute a une incidence juridique. La Cour de cassation, dans ses arrêts, vise la plupart du temps l'article 1240 là où en bonne logique elle devrait viser l'article 1241 pour une faute d'imprudence, en l'absence de hiérarchie entre les deux sources de responsabilité.
L'article 1240, d'ordre public, vise la faute volontaire, dite délictuelle. André Tunc, le père de la loi sur les accidents de la circulation y lit « l'une de ces grandes règles d'équité qui pourraient, à elles seules, résumer le droit tout entier ». Tarrible, dans son Discours au corps législatif, le voit « embrasser dans sa vaste latitude tous les genres de dommage et les assujettir à une réparation uniforme qui a pour mesure la valeur du préjudice souffert ». Le Conseil constitutionnel défend son principe d'universalité de la responsabilité pour faute,.
Le caractère moniste ou dualiste du droit français de la responsabilité civile extracontractuelle est sujet à débat au sein de la doctrine. Si certains auteurs français ou étrangers le perçoivent moniste par opposition au droit romain ou de common law, d'autres, s'appuyant sur l'analyse de la faute soit comme la violation d'une obligation légale, soit comme celle d'un devoir préexistant ou de la norme de conduite du « bon père de famille », perçoivent cette analyse comme simpliste et y voient, derrière les apparences, la marque d'un dualisme du droit français.
La faute prévue par les articles 1240 et 1241 peut consister aussi bien dans une abstention que dans un acte positif. L'abstention, même non dictée par la malice et l'intention de nuire, engage la responsabilité de son auteur lorsque le fait omis devait être accompli soit en vertu d'une obligation légale, réglementaire ou conventionnelle, soit aussi, dans l'ordre professionnel, s'il s'agit notamment d'un historien en vertu des exigences d'une observation objective.
À noter que la confusion est fréquente entre délit civil et pénal. Néanmoins, en vertu du principe d'identité des fautes civiles et pénales, la partie civile peut obtenir réparation devant la juridiction pénale de la faute civile dont elle est victime.

## La faute
Il n'existe pas en Droit français de définition juridique de la notion de faute dans le Code civil ou dans la jurisprudence. Seul l'article 1240 du Code civil affirme que la faute oblige à réparation et l'article 1241 énonce que la faute peut résulter d'une imprudence ou d'une négligence.
Issue du latin falita qui signifie «faillir» et de fallere qui signifie «tromper», la faute est surtout une notion morale et par-là même, difficile à préciser, qui évoque dans le même temps l'idée d'obligation et celle de transgression,. Elle joue dans le droit de la réparation de l'Ancien Régime un rôle prépondérant. Hugo Grotius jugeait que de la faute et du dommage « naît naturellement une obligation qui a pour objet de le réparer »et Jean Domat y assimilait «imprudence, légereté, ignorance de ce qu'on doit savoir, ou autre faute semblable si légère qu'elle puisse être». Si l'examen des dispositions contemporaines montre que la faute est en recul, elle n'a pas disparu et apparaît parfois comme un élément régulateur de l'indemnisation.
Inspiré du juriste Allemand Karl Binding qui affirme que l'illicéité d'un fait suppose la transgression d'une norme juridique préexistante, et de la précision de l'article § 823 alinéa 1 du Bürgerliches Gesetzbuch , Marcel Planiol s'est soucié du fait que les articles 1382 et 1383 du code civil ne proposent que des notions vagues et abstraites de la faute et de la négligence pour caractériser le fait générateur de responsabilité , tout en laissant les justiciables dans le doute. Pour y remédier, il propose de définir la faute comme la « violation d'une obligation préexistante ».
Jean Mazeaud lui y voyait « une erreur de conduite telle qu'elle n'aurait pas été commise par une personne avisée, placée dans les mêmes circonstances externes que le défendeur ». Elle peut résulter de la violation d'un devoir déterminé par une norme spéciale, de la violation d'un devoir de conduite et depuis l'assimilation des fautes délictuelles et contractuelles, l'inexécution contractuelle est constitutive d'une faute vis à vis des tiers.
La faute, qui ne requiert ni élément intentionnel ni intention de nuiremais pas en matière sportive, comprend deux éléments: 
1. l'un objectif : l'atteinte portée aux droits d'autrui par un fait illicite, toujours exigé.
2. l'autre subjectif : la conscience chez son auteur des conséquences que l'acte illicite va entraîner (imputabilité), abandonné depuis longtemps[76].

La faute peut être de commission ou d'omission. De commission, elle résulte d'un acte positif du responsable qui méconnaît une règle de conduite imposée par une obligation préalable. D'abstension, elle résulte de l'absence de prise de mesure du responsable afin d'éviter que le dommage ne se produise, même si cette abstention n'est pas dictée par la malice où l'intention de nuire. Ainsi, toute omission est répréhensible si un homme diligent, normal, placé dans les mêmes circonstances aurait agi.
Quand on parle de violation de la loi pour définir la faute, il faut entendre le mot loi au sens le plus large possible, qui comprend toute règle écrite. Certes loi stricto sensu, ordonnance, décret, arrêté, mais aussi règle supranationale (de droit communautaire singulièrement, comme dans l’originale affaire tranchée à propos de la destruction d’un loup par le Tribunal d’instance de Nice ou internationale (résultant notamment d’une convention internationale). La place du règlement administratif est de taille. Il suffit de songer, pour en mesurer l’importance, au code de la route et aux règles de l’urbanisme. Toute transgression d’une loi impérative ainsi entendue, au sens large, est a priori une faute. Il en va spécialement de la sorte lorsque la loi est assortie d’une pénalité. Le droit pénal « agit comme un révélateur de l’illicite dans la responsabilité civile » , à condition toutefois qu’il incrimine un fait précis.
S'il appartient aux juges du fond de constater souverainement les faits dont ils déduisent l'existence d'une faute délictuelle ou quasi-délictuelle, la qualification juridique de faute relève du contrôle de la Cour de cassation,. La Cour n'est pas très exigeante s'agissant de l'élément légal dès lors que le comportement est qualifié d'imprudent et de négligent par le juge, mais dès lors que ce dernier considère qu'un comportement doit être sanctionné parce qu'il est illicité, alors il doit impérativement viser la source de l'obligation même si celle-ci n'est que déontologique,.
Pour des exemples de fautes, causent nécessairement un préjudice le manquement à une obligation d'agir,,,,,, à une obligation de vérification des faits, l'intention de nuire dans l'abstention dommageable,, y compris le refus de délivrer une attestation, le défaut de mention dans une publication sans justification par les circonstances,,, hors matière artistique,, le défaut d'information,, le défaut d'interdiction d'accès à un lieu dangereux,,,, la malice, la mauvaise foi ou l'erreur grossière équipollente au dol dans l'exercice d'un droit, l'assistance passive à la commission d'une faute ou la non-assistance à personne en danger.
La notion contemporaine de faute est privée de son élément moralau profit d'une faute objectivée indépendante de toute référence à l'imputabilité. La faculté de discernement n'est plus exigée pour le commission d'une faute. La minorité de l'auteur d'un dommage et son absence de discernement n'excluent pas sa responsabilité et ne font pas obstacle à sa condamnation sur le fondement de l'article 1240 ou à ce que sa faute soit retenue contre lui,,. Les juges du fond ne sont pas tenus de vérifier si le mineur était capable de discerner les conséquences de son acte à l'égard d'un tiers, ou de lui-même, et la faute du mineur victime peut être retenue contre lui pour réduire son indemnisation dans une proportion souverainement appréciée par les juges du fond . Les mêmes solutions prévalent pour les individus qu'un trouble mental prive de discernement,.
Non seulement la réparation n'est plus toujours fondée sur la faute, mais elle ne met plus nécessairement en cause l'auteur du dommage. Dans une décision du 22 octobre 1982, le Conseil constitutionnel reconnaîtra au législateur la possibilité d'instituer « des régimes de réparation dérogeant partiellement à ce principe, notamment en adjoignant ou en substituant à la responsabilité de l'auteur du dommage la responsabilité ou la garantie d'une autre personne physique ou morale » ,.
En cas de concours d'une faute et du fait d'une chose, les juges du fond, après avoir écarté l'existence d'une faute à la charge du défendeur, n'ont pas à rechercher si la responsabilité de celui-ci se trouve engagée sur le fondement de l'article 1242 alinéa 1er, seule la victime pouvant en invoquer le bénéfice,,,, mais la partie civile pourra réclamer pour la première fois en cause d'appel l'application de la responsabilité du fait des choses 
En cas de conflit de normes, le fait de ne pas respecter la norme inférieure n'est pas constitutif d'une faute, à condition qu'il existe une procédure permettant de remettre en cause rétroactivement la validité de cette norme inférieure. Ce serait le cas d'une norme légale française jugée inconventionnelle par la Cour européenne des droits de l'homme ou inconstitutionnelle par le Conseil constitutionnel français. Dans le cas du Conseil constitutionnel, c'est celui-ci qui déterminerait «les conditions et les limites dans lesquelles les effets que la disposition a produit sont susceptibles d'être remis en cause» ,. Néanmoins, le fait que la loi ou le règlement autorisent un acte n'a pas pour effet de relever ceux qui accomplissent cet acte de l'obligation générale de prudence et de diligence civilement sanctionnée à l'article 1241, et la délivrance d'un certificat de conformité par l'administration ne fait pas obstacle à sa remise en cause par le juge judiciaire. À contrario, le fait qu’un texte incriminateur ait été abrogé – en raison d’une question prioritaire de constitutionnalité ne fait pas obstacle à la qualification de faute civile.

## Le mouvement d'objectivation de la responsabilité extracontractuelle
Le Code civil de 1804 n'avait pas négligé les hypothèses de responsabilité sans faute mais leur place demeurait limitée en comparaison de responsabilité pour faute affiché à l'article 1382 du Code civil. Un mouvement de fronde, nourri de l'intérêt des victimes, a abouti à la fin du XIXe siècle à l'émergence du principe général de responsabilité du fait des choses qui était en germe dans le premier alinéa de l'article 1384 ancien du Code Civil, principe bientôt dégagé de toute référence à la faute du gardien. Il fallut attendre un siècle supplémentaire pour que la jurisprudence consacre implicitement l'autre principe contenu dans ce même texte et admette qu'on puisse être responsable des dommages causés par des perssonnes sous son autorité en dehors des cas limitativement prévus par les dispositions particulières du Code civil. Ce mouvement de recul ne s'est pas vérifié seulement dans le cadre de la responsabilité civile, en affectant également le droit administratif où la doctrine et la jurisprudence ont multiplié les cas de responsabilité sans faute. Néanmoins, la notion de faute résiste, une simple recherche dans le Code civil montrant que plus de 56 dispositions y font toujours référence, sans compter les équivalences terminologiques.
On assiste ainsi à un double mouvement en apparence contradictoire. D’une part, une unification des règles de la réparation au-delà de la responsabilité civile par l’émergence d’un droit commun de la réparation. Mais d’autre part, une différenciation des règles selon l’atteinte subie et la voie choisie pour la réparation. Pour certains auteurs, c'est donc en réalité à une recomposition du droit de la réparation qui est à l'œuvre. Là où les spécificités étaient auparavant conditionnées par le fait générateur, elles le sont désormais par l’atteinte ou le préjudice, peu importe que la réparation soit mise en œuvre en application des règles de la responsabilité ou qu’elle soit recherchée auprès d’un organisme payeur qui n’en est en rien responsable.

## Régimes spéciaux et fonds d'indemnisation
Afin de faciliter l'indemnisation des victimes, le législateur a également créé des régimes spéciaux d'indemnisation, ou amodié des régimes existants :
- La Loi du 29 juillet 1881 sur la presse (en matière de diffamation, dénonciation calomnieuse et autres abus de la liberté de la presse[133]).
- La Loi du 9 avril 1898 sur les victimes d'accidents du travail.
- La Loi du 7 novembre 1922 sur les bâtiments incendiés
- La Loi spéciale du 31 mai 1924 relative à la navigation aérienne[134],[135], abrogée par la loi n° 58-346 du 3 avril 1958 relative aux conditions d'application de certains codes[136]. L'exploitant d'un aéronef est responsable de plein droit des dommages causés par les évolutions de l'aéronef ou les objets qui s'en détacheraient aux personnes et aux biens situés à la surface[137]. Les risques de l'air sont toujours à sa charge[2]. L'exploitant n'y a pas la possibilité de s'exonérer par la preuve de la force majeure[2]. Seule la preuve de la faute de la victime peut atténuer ou écarter cette responsabilité[137].
- La Loi du 5 avril 1937 sur la responsabilité de l'État en raison des fautes commises par les instituteurs[138]
- La Loi n° 68-5 du 3 janvier 1968 portant réforme du droit des incapables majeurs[139], qui a instauré la responsabilité civile des personnes atteintes d'aliénation mentale du dommage causé par leur fait en créant l'article 489-2 du Code civil, devenu 414-3.
- La Loi n° 68-943 du 30 octobre 1968 relative à la responsabilité civile dans le domaine de l'énergie nucléaire[140].
- Le décret n°75-553 du 26 juin 1975[141] portant publication de la convention internationale sur la responsabilité civile pour les dommages dus à la pollution par les hydrocarbures, ouverte à la signature à Bruxelles le 29 novembre 1969, et la Loi n°87-272 du 16 avril 1987 autorisant l'approbation du protocole de cette convention fait à Londres le 25 mai 1984[142].
- La Loi n° 85-677 du 5 juillet 1985 tendant à l'amélioration de la situation des victimes d'accidents de la circulation et à l'accélération des procédures d'indemnisation, dite Loi Badinter, prévoyant un régime d'indemnisation des victimes des accidents de la circulation[143]autorisant l'approbation du protocole de cette convention fait à Londres le 25 mai 1984.
- La Loi n°86-1020 du 9 septembre 1986 relative à la lutte contre le terrorisme et aux atteintes à la sûreté de l’État sur l'indemnisation des victimes d'infractions terroristes[144]
- La Loi n°91-1406 du 31 décembre 1991 sur le Fonds d'indemnisation des transfusés et hémophiles contaminés par le VIH (FIVTH)[145]
- Le régime de responsabilité du fait des produits défectueux de 1998 a été créé par une directive communautaire afin de protéger les consommateurs.

Ces deux derniers régimes, produits défectueux et accidents de la circulation, ont été conçus par le législateur comme autonomes, c’est-à-dire fonctionnant en vase clos sans qu’il soit nécessaire de se référer aux règles de droit commun. Ils s’appliquent ainsi lorsque leurs conditions sont réunies, indépendamment de l’existence ou non d’un contrat entre la victime et le responsable.
Enfin, en ce qui concerne les fonds d'indemnisation, qui jouent un rôle moteur dans la réparation des préjudices, on recense un Fonds de garantie des victimes des actes de terrorisme et d'autres infractions, un Fonds de garantie des assurances obligatoires de dommages, un Fonds d'indemnisation des victimes de l'amiante, un Fonds international d’indemnisation des dommages dus à la pollution par les hydrocarbures (FIPOL), un Fonds national de garantie des calamités agricoles (FNGCA), un Fonds de garantie des assurés contre la défaillance de sociétés d’assurance de personnes, un Fonds de garantie des dépôts (FGD), un Fonds d’indemnisation des transfusés et hémophiles (FITH), un Office national d’indemnisation des accidents médicaux, des affections iatrogènes et des infections nosocomiales (ONIAM), un Fonds de garantie de risques liés à l’épandage agricole des boues urbaines et industrielles (FGEAB) et même un dispositif d’indemnisation des dégâts de gibier par les fédérations de chasse et les fonds départementaux d’indemnisation des dégâts de sangliers d’Alsace-Moselle.
Malgré cette abondance, on ne compte plus les projets et propositions de lo qui ont eu pour objectif l’instauration des régimes spéciaux d’indemnisation dans les domaines les plus divers, qu'ils visent l’indemnisation des victimes d’atteintes à l’environnement, des travailleurs expatriés contaminés par le VIH à l’étranger, des victimes des nuisances causées par les lignes à très haute tension, des victimes d’inondation, des victimes directes ou indirectes, ayant participé à un conflit armé, des commerçants qui subissent des préjudices financiers en raison de travaux sur la voie publique, des victimes civiles et militaires engagées dans la guerre du Golfe et les opérations militaires suivantes ou des victimes de comportements dangereux de conducteurs de deux-roues motorisés,. De même, des auteurs ont pu suggérer la mise en place de « fonds de garantie pour la justice civile », d’un fonds de garantie pour indemniser les victimes de la réalisation d’un risque de développement et d’un « fonds international d’indemnisation des victimes du racisme »,.

### Ouvrages principaux
Yves Lequette, Philippe Simler, François Chénedé et Alex Weill, Droit civil : les obligations, Dalloz-Précis Dalloz, octobre 2018, 12e éd. (1re éd. 1971), 2036 p. (EAN 9782247170302, OCLC 1062365384, BNF 45616498, HAL hal-02059094, lire en ligne)
Philippe Malaurie, Laurent Aynès et Philippe Stoffel-Munck, Droit des obligations, Lextenso-LGDJ, 2016, 8e éd. (1re éd. 2003), 897 p. (ISBN 9782275049588, EAN 9782275049588, ISSN 1958-9905, OCLC 958389026, BNF 45113605, lire en ligne)
Muriel Fabre-Magnan, Droit des obligations Volume II-Responsabilité civile et quasi-contrats, Thémis-Presses universitaires de France (1re éd. 2007), 437 p. (ISBN 9782130563723, EAN 9782130563723, OCLC 493998799, BNF 41114876, lire en ligne)
Denis Alland et Stéphane Rials, Dictionnaire de la culture juridique, PUF-Lamy, 2014 (1re éd. 2003), 1696 p. (ISBN 2-13-053936-X et 978-2-13-053936-0, EAN 9782130505815, OCLC 470404451, BNF 39072311, lire en ligne)
Henri Capitant, François Terré, Yves Lequette et François Chénedé, Les grands arrêts de la jurisprudence civile. Tome 2, Obligations, contrats spéciaux, sûretés, Dalloz, 2015 (ISBN 978-2-247-15725-9 et 2-247-15725-4, OCLC 945195549, lire en ligne)

### Ouvrages secondaires
Daniel Bert (préf. Kami Haeri), Cours de droit des obligations, Enrick B Éditions, 2018, 2e éd. (1re éd. 2017), 458 p. (ISBN 9782356443113 et 2-35644-311-8, OCLC 1111593976, BNF 45320545, lire en ligne)
Clément François, Cours de droit des obligations, IEJ Jean Domat, 2020, 2e éd. (1re éd. 2019), 693 p. (ISBN 978-2-38041-010-5 et 2-38041-010-0, OCLC 1202248063, BNF 46676556, lire en ligne)
Jonas Knetsch, Yves Lequette (dir.) et Christian Katzenmeier (dir.), Le droit de la responsabilité et les fonds d'indemnisation : Analyse en droits français et allemand, Université Panthéon-Assas (Paris II)
Universität zu Köln, 7 octobre 2011, 589 p. (HAL hal-01321815, lire en ligne )
Cyril Bloch, Christophe Guettier, André Giudicelli, Philippe Le Tourneau (dir.), Jérôme Julien, Matthieu Poumarede et Didier Krajeski, Droit de la responsabilité et des contrats : régimes d'indemnisation, 2020, 12e éd. (1re éd. 1998), 2854 p. (ISBN 978-2-247-20137-2 et 2-247-20137-7, OCLC 1200038581, BNF 37116058, lire en ligne)
Olivier Descamps (préf. Anne Lefebvre-Teillard), Les origines de la responsabilité pour faute personnelle dans le Code civil de 1804, L.G.D.J, 2005, 562 p. (ISBN 2-275-02608-8 et 978-2-275-02608-4, OCLC 424262851, BNF 39983789, lire en ligne)

### Articles
Rafael Encinas de Munagorri, « Réflexions sur le sens de la réparation en droit français de la responsabilité », Revue générale de droit, vol. 33, no 2,‎ 2003, p. 211-221 (ISSN 2195-3732, HAL hal-01886330, lire en ligne  [PDF])
Laurence Clerc-Renaud et Christophe Quézel-Ambrunaz, « Les effets de la responsabilité civile - unité ou diversité des règles et des formes de réparation ? », La réforme du droit de la responsabilité en France et en Belgique, Regards croisés et aspects de droit comparé, Groupe de Recherche Européen sur la Responsabilité Civile et les Assurances - Université Saint-Louis,‎ décembre 2018 (HAL hal-02008912, lire en ligne  [PDF])